# Louis Farrakhan

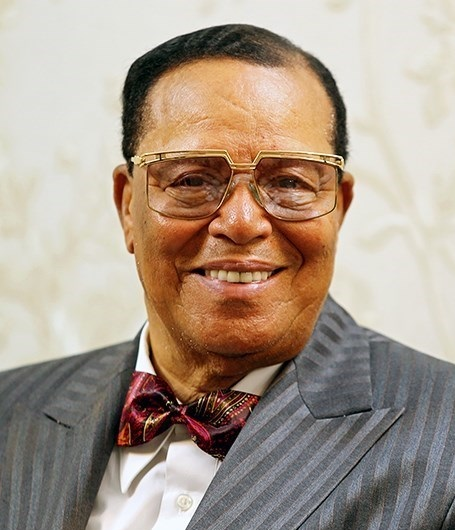
Louis Farrakhan w 2018 roku

Louis Farrakhan (ur. 11 maja 1933 na Bronksie jako Louis Eugene Walcott) – działacz afroamerykański i przywódca Narodu Islamu.
Pochodzi z chrześcijańskiej rodziny. Dorastał w Bostonie, gdzie z wyróżnieniem ukończył prestiżową The English High School. W latach 1951–1953 uczęszczał do Winston-Salem Teachers College. Po zakończeniu szkoły zarabiał jako wokalista muzyki calypso i country. W 1955 roku przystąpił do Narodu Islamu. W 1964 roku został człowiekiem numer dwa w strukturach ruchu. W 1978 roku reaktywował Naród Islamu i został jego przywódcą (organizacja rozwiązała się w 1975 roku). W kolejnych latach jego działalność wielokrotnie wzbudzała kontrowersje. Krytycy zarzucali mu antysemityzm, a on sam był twórcą wielu teorii spiskowych. W 1995 roku był organizatorem waszyngtońskiego Marszu Miliona Mężczyzn.